# Señora de Sorolla in Black
Señora de Sorolla in Black, auch englisch Señora de Sorolla (Clotilde Garcia del Castillo) in Black, spanisch Clotilde con traje negro, ist ein Gemälde von Joaquín Sorolla aus dem Jahr 1906. Es wird dem Post-Impressionismus zugeordnet und zeigt seine Frau Clotilde García del Castillo (1865–1929) in einem außergewöhnlichen schwarzen Abendkleid. Das Bild wurde 1909 als eines von 350 Werken in Sorollas erfolgreicher Ausstellung in der New Yorker Hispanic Society of America gezeigt und vom Metropolitan Museum of Art gekauft.

## Beschreibung
Das Bild hat im Hochformat die Maße 186,7 × 118,7 cm und ist in der Maltechnik Öl auf Leinwand ausgeführt. Signiert ist es links unten mit J. Sorolla Bastida / 1906 und vertikal am rechten Rand Clotilde de Sorolla. Das Metropolitan Museum of Art kaufte es noch während der Ausstellung in der Hispanic Society of America aus Mitteln des Wolfe-Fund und seitdem gehört es unter der Inventarnummer 09.71.3 zur Catherine Lorillard Wolfe Collection des Museums.
Das Bild zeigt Sorollas Ehefrau Clotilde García del Castillo, die nicht nur seine geschäftlichen Angelegenheiten regelte, sondern auch seine Muse war. Verheiratet waren die beiden seit 1888 und er hatte sie öfter gemalt. In diesem Bild stellt er sie als „spanische Schönheit“ in einem auffälligen schwarzen Abendkleid dar.
Das Gemälde entstand im Atelier ihres Hauses in der Calle de Miguel Ángel. Seine Frau trägt ein elegantes schwarzes Abendkleid aus Satin mit gepolsterten Schultern und Ärmeln aus transparentem Tüll. Ihrer kleine und zarte Figur wird durch die schmale Taille des Kleides betont, das mit einer großen gelben Rose geschmückt ist. Die Haare sind mit einer Schleife zu einem Dutt zusammengebunden. Ihr Blick ihres leicht zur Seite geneigten Kopfes richtet sich auf den Betrachter. Die linke Hand stützt sie in Höhe der Rose in die Hüfte. Der rote Stuhl mit einer hohen Rückenlehne, auf der ihre rechte Hand ruht, betont die Vertikalität des Porträts. Rot sind auch ihre Lippen und der Ohrschmuck. Im Vergleich zu seinen Bildern des Luminismus ist dieses zurückhaltender in Farbigkeit und Licht. An der hinteren Atelierwand ist das Bild einer Heiligen angedeutet; es ist das Abbild des Werkes Betende Heilige, das der Künstler während des Italienaufenthalts des Paares kurz nach ihrer Eheschließung malte. Es bildet durch die Positionierung fast einen goldenen Heiligenschein hinter dem Kopf seiner Frau. Am rechten Bildrand deutet Sorolla ganz schwach die Kante einer aufgezogenen Leinwand an, die laut der Bildbeschreibung des Metropolitan Museums auf den spanischen Meister Diego Velázquez hinweisen soll.

## Hintergrund und zeitliche Einordnung
In den ersten Monaten des Jahres 1906 fertigte Sorolla 17 Porträts von Familie und Freunden, neben dem Bildnis der Señora de Sorolla in Schwarz unter anderem Lucrecia Arana und ihren Sohn, die Schauspielerin Maria Guerrero als Lady Nitwit, Santiago Ramon y Cajal und ein Freilichtporträt seiner Tochter Maria, als valencianisches Bauernmädchen.

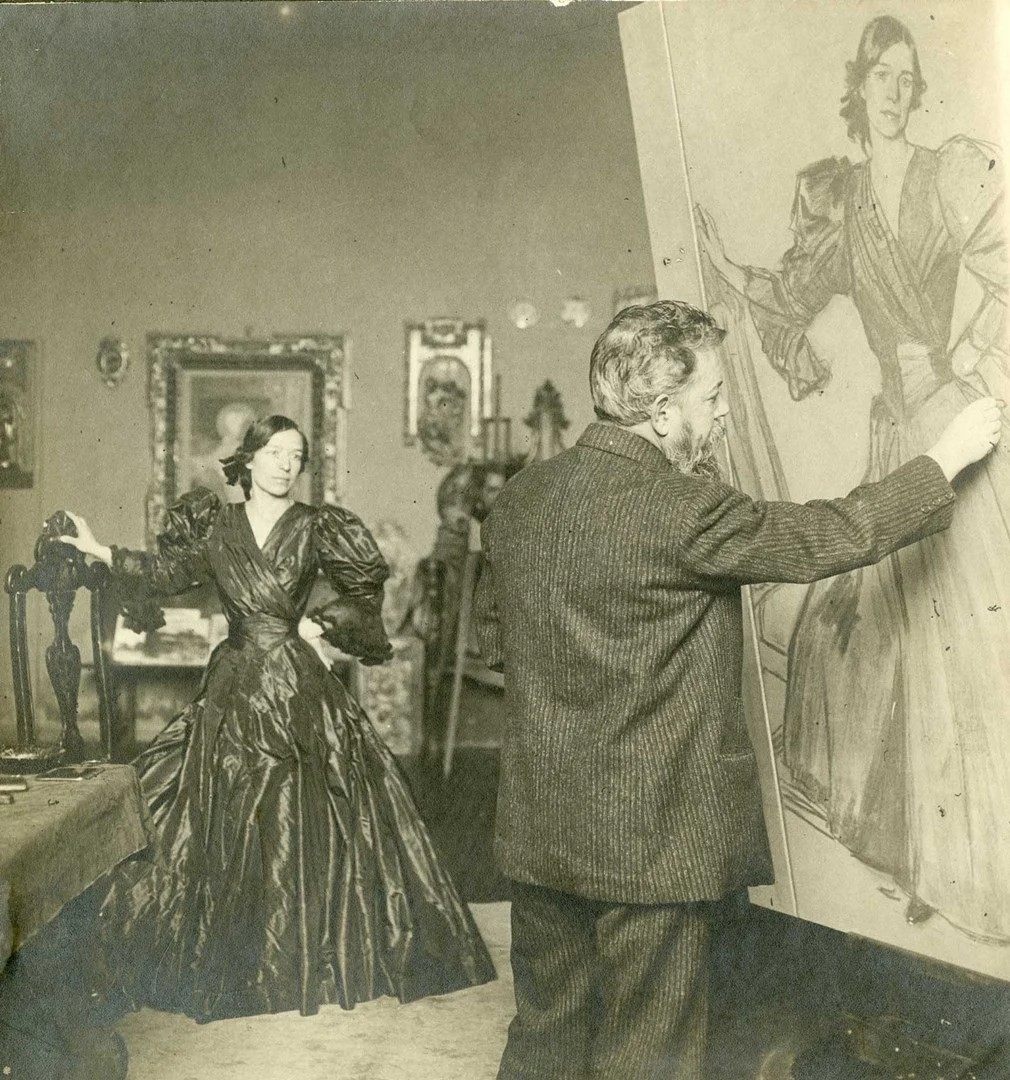
Sorolla arbeitet 1905 am Porträt. Das Foto stammt von seinem Freund Christian Franzen (1863–1923).

Auf dem Foto, das Sorolla bei der Anfertigung des Gemäldes zeigt, ist zu sehen, wie er die Zeichnung ihrer Figur mit breiten, kantigen Kohlestrichen an die Leinwand anpasst. Dabei zeichnet er die Umrisse nach und modelliert die Licht- und Schattenbereiche. Diese Arbeitsmethode für die Anfertigung großer Porträts war bei den spanischen Porträtisten jener Zeit weit verbreitet und wurde von Künstlern wie Ignacio Zuloaga angewendet.
Sorolla fertigte unterschiedliche Skizzen mit alternativen Posen. So existiert eine aufwändige Kohlezeichnung mit Kreidestrichen auf Papier (85 × 44 cm), auf der Clotilde im gleichen Kleid zu sehen ist. Ihr linkes Knie kniet dabei auf dem Stuhl und sie wendet ihm den Rücken zu.
Sorolla war in der Zeit von 1904 bis 1911 auf dem Höhepunkt seiner künstlerischen Entwicklung. Das war ihm durchaus bewusst, und so bemühte er sich verstärkt um Ausstellungen in Europa und den USA. Neben den zahlreichen lichtdurchfluteten Strandszenen, entstanden in seinem Atelier auch eindrucksvolle Porträts, wie dieses seiner Frau. In Frankreich hatte er großen Erfolg, er wurde sogar in den Orden der Ehrenlegion aufgenommen. In seinen Arbeiten vereint er sein Wissen über Licht und Farbe mit der spanischen Tradition von Diego Velázquez. 1907 schickte er unter anderen Bildern auch dieses Porträt nach Deutschland. Doch die Einzelausstellung in der Galerie Eduard Schulte, Düsseldorf und Köln, war ökonomisch gesehen nicht erfolgreich. Schulte schrieb nach Madrid, dass zwar die Ausstellung voll von Künstlern sei, die seine Bilder bewunderten und studierten, aber Käufer und die Kunstkritik blieben fern. Wahrscheinlich lag es daran, dass der Künstler, in der Öffentlichkeit sonst sehr präsent, nicht anwesend war, denn seine Tochter María hatte Tuberkulose bekommen, und die Eltern blieben bei ihr.

weitere Porträts vom Frühjahr 1906
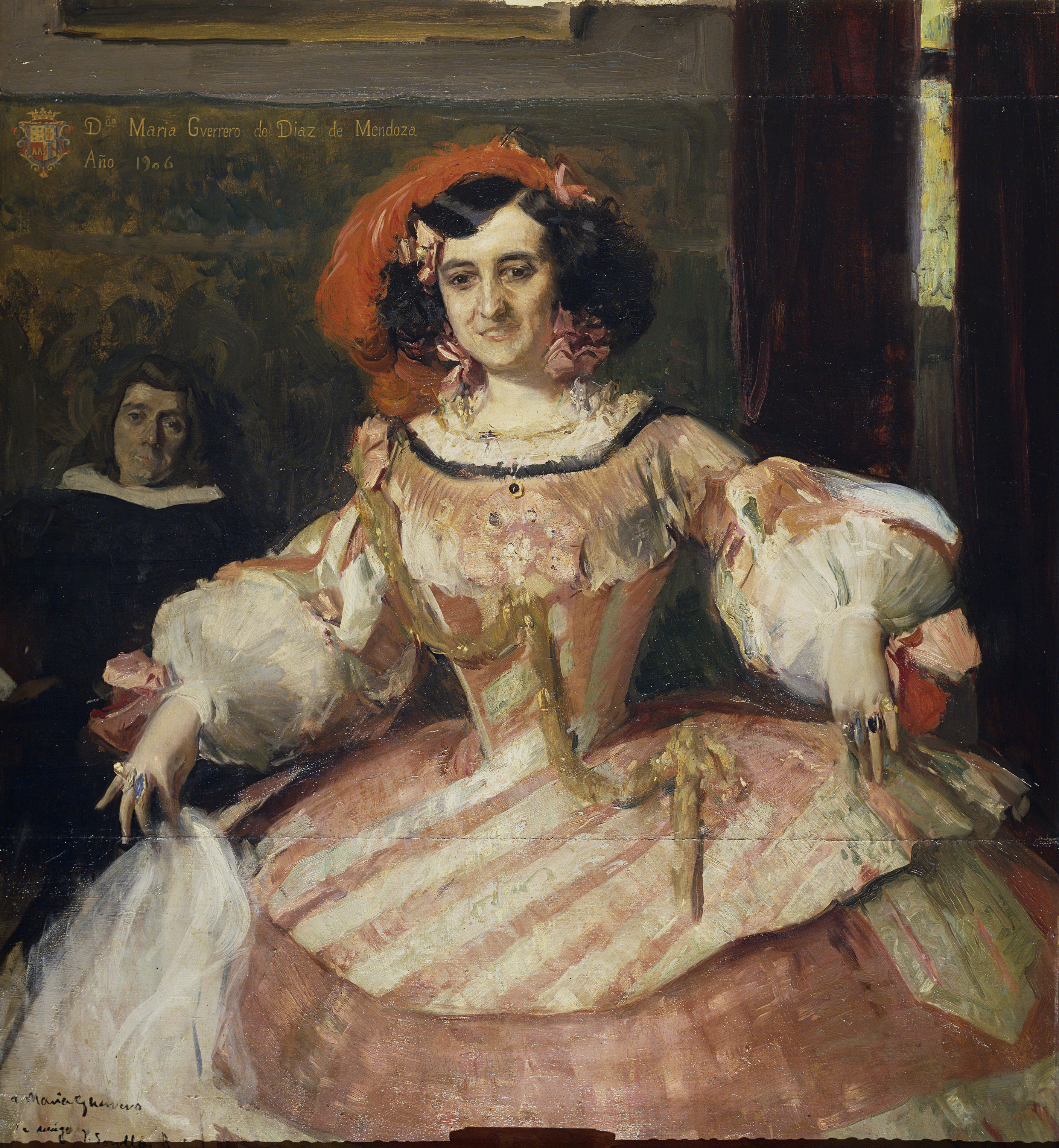
María Guerrero
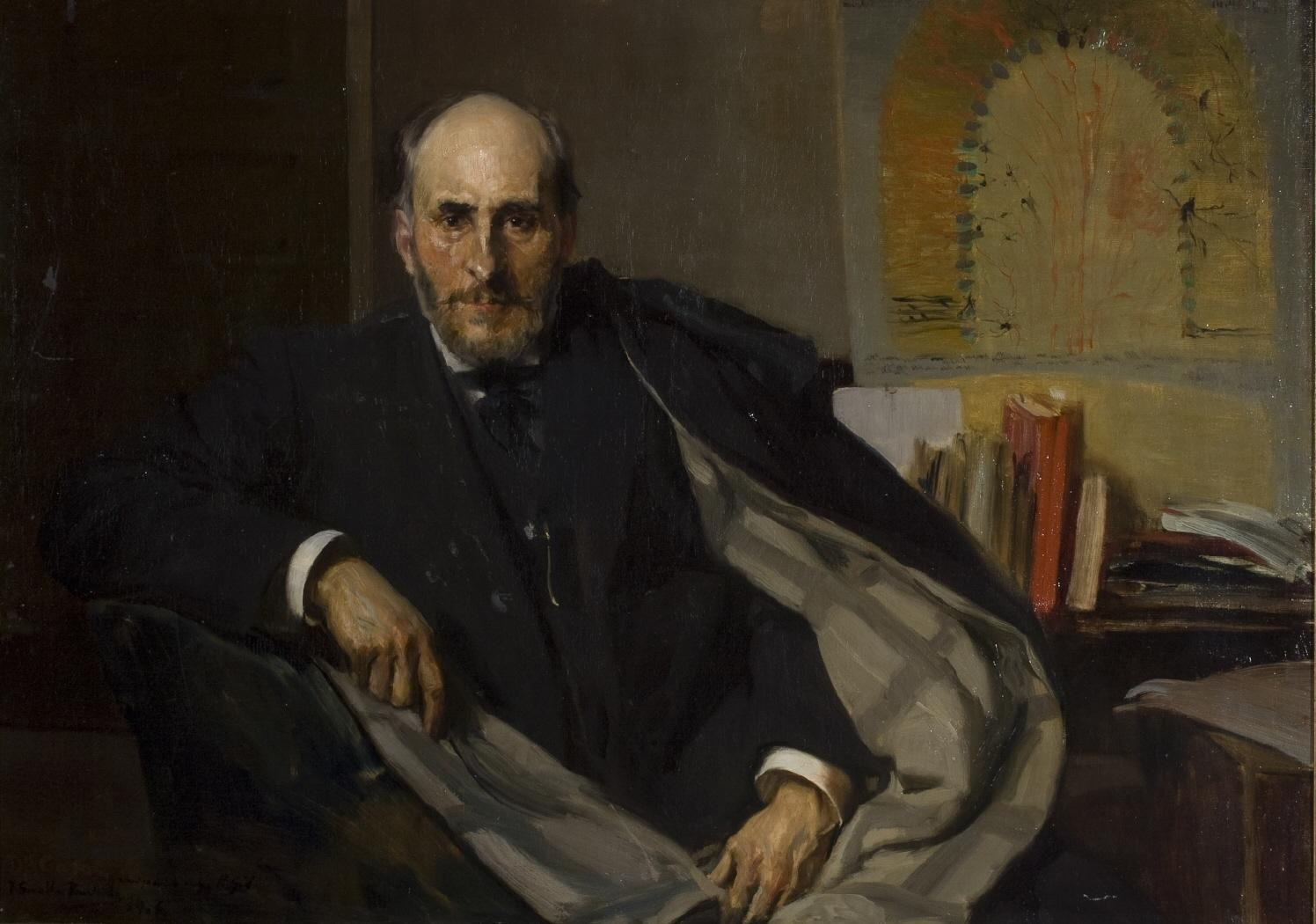
Santiago Ramón y Cajal

## Hintergrundbild

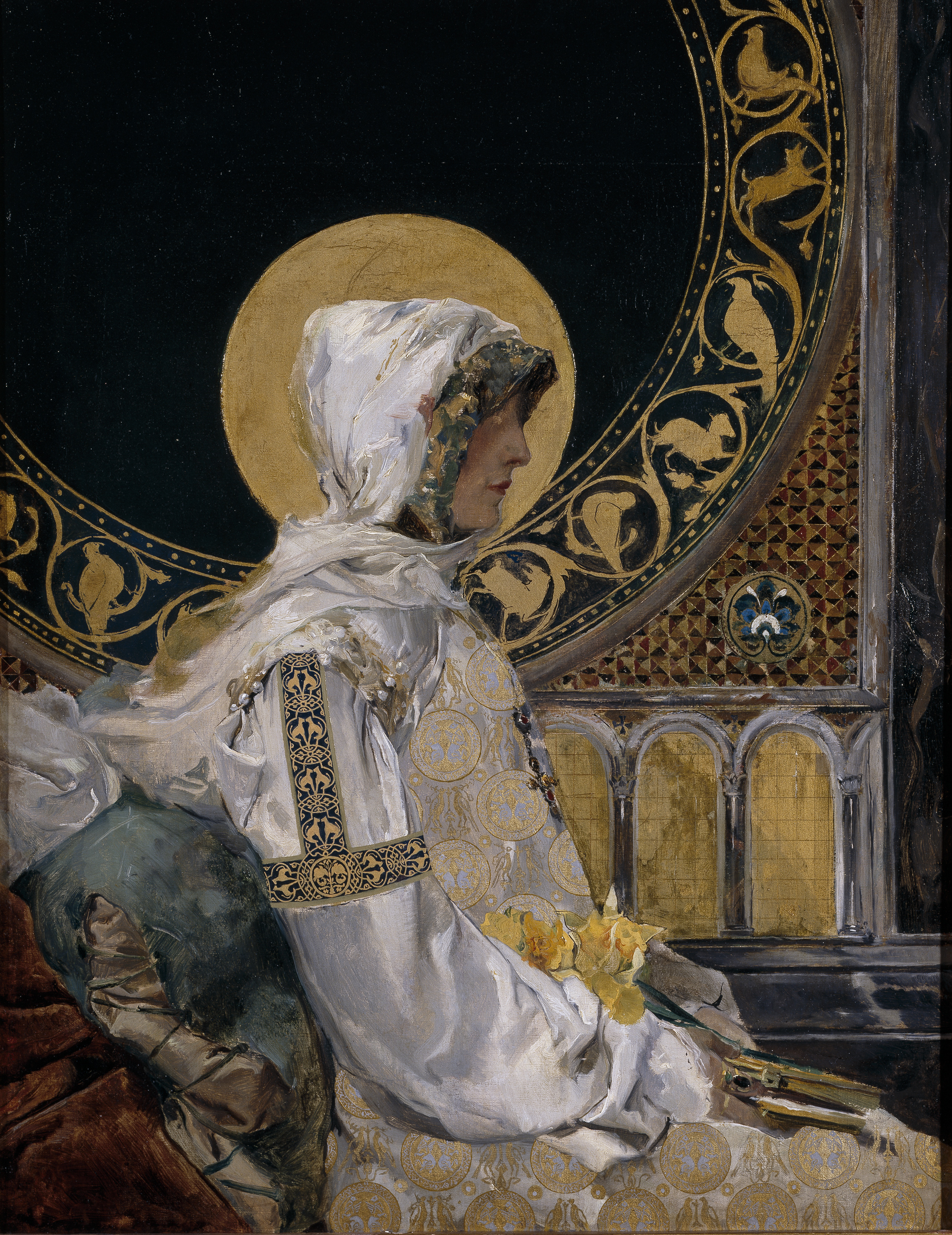
Santa en oración (1888)

Das Bildnis einer Heiligen im Gebet – spanisch Santa en oración oder Santa Clotilde (78 × 61 cm) –, das Sorolla 1888 in Italien anfertigte und das die Heilige Clothilde zeigt, hatte für das Paar eine tiefere Bedeutung. Das Gemälde erscheint an prominenter Stelle auf zahlreichen Fotografien des Ateliers des Malers und wurde mehrfach, wie beim Gemälde Señora de Sorolla, aber auch auf anderen Porträtbildern, als Hintergrunddekoration verwendet. Auf dem Bild sieht man ebenfalls gelbe Rosen. Es wurde 1993 vom Prado erworben.

## Ausstellungen (Auswahl)
- 8. Februar bis 8. März 1909: Hispanic Society of America in New York
- 26. Mai bis 6. September 2009: Joaquín Sorolla, 1863–1923 im Museo Nacional del Prado in Madrid
- 13. Februar bis 27. Mai 2018: Sorolla y la Moda im Museo Nacional Thyssen-Bornemisza[7]